# Фанарли
Фанарли или Фанарлия (на гръцки: Τριπόταμος, Трипотамос, катаревуса: Τριπόταμον, Трипотамон, до 1927 година Φαναρλή, Фанарли) е село в Егейска Македония, Гърция, дем Кукуш (Килкис) на административна област Централна Македония.

## География
Селото е разположено северно от град Кукуш (Килкис) в планината Круша.

## История

### В Османската империя
В началото на XX век Фанарли е изцяло турско село в Кукушка каза (Аврет Хисар) на Османската империя. В „Етнография на вилаетите Адрианопол, Монастир и Салоника“, издадена в Константинопол в 1878 година и отразяваща статистиката на населението от 1873 година, Фанарля (Fanarlya) е посочено като селище в каза Аврет Хисар (Кукуш) със 7 домакинства, като жителите му са 18 мюсюлмани.

### В Гърция
Фанарли остава в Гърция след Междусъюзническата война. Боривое Милоевич пише в 1921 година („Южна Македония“), че Фенерли има 25 къщи турци. Населението му се изселва и на негово място са настанени гърци бежанци. В 1928 година селото е изцяло бежанско с 23 семейства и 85 жители бежанци. В 1926 година името на селото е сменено на Трипотамон, но промяната официално влиза в регистрите в следващата 1927 година.
| Име       | Име          | Ново име  | Ново име   | Описание                                                       |
| --------- | ------------ | --------- | ---------- | -------------------------------------------------------------- |
| Карадаг   | Καρά Ντάγ    | Мавровуни | Μαυροβούνι | връх на И от Фанарли                                           |
| Кушбаирли | Κούς Μπαϊρλή | Фолина    | Φωληά      | връх на И от Фанарли и на С над бившето село Кузбаирли (716 m) |